# České účetní standardy pro podnikatele
České účetní standardy pro podnikatele se skládají z 23 standardů:
001 – Účty a zásady účtování na účtech – Cílem standardu je stanovit podle zákona č. 563/91 Sb., o účetnictví, ve znění pozdějších předpisů, a vyhlášky č. 500/2002 Sb., kterou se provádějí některá ustanovení zákona č. 563/91 Sb. o účetnictví, ve znění pozdějších předpisů, pro účetní jednotky, které jsou podnikateli účtujícími v soustavě podvojného účetnictví, ve znění pozdějších předpisů, základní postupy účtování na účtech za účelem docílení souladu při používání účetních metod účetními jednotkami.
002 – Otevírání a uzavírání účetních knih – Cílem standardu je stanovit podle zákona č. 563/91 Sb., o účetnictví, ve znění pozdějších předpisů, a vyhlášky č. 500/2002 Sb., kterou se provádějí některá ustanovení zákona č. 563/91 Sb. o účetnictví, ve znění pozdějších předpisů, pro účetní jednotky, které jsou podnikateli účtujícími v soustavě podvojného účetnictví, ve znění pozdějších předpisů, základní postupy při otevírání a uzavírání účetních knih za účelem docílení souladu při používání účetních metod účetními jednotkami.
003 – Odložená daň – Cílem standardu je stanovit základní postupy účtování o odložené dani za účelem docílení souladu při používání účetních metod účetními jednotkami ve vykazovaných položkách – odložená daňová pohledávka, závazek a položkách daň z příjmů za běžnou činnost odložená a daň z příjmů z mimořádné činnosti odložená.
004 – Rezervy – Cílem standardu je stanovit základní postupy účtování o tvorbě a použití rezerv za účelem docílení souladu při používání účetních metod účetními jednotkami v položkách rezervy a rezervy podle zvláštních právních předpisů.
005 – Opravné položky – Cílem standardu je stanovit základní postupy účtování o opravných položkách za účelem docílení souladu při používání účetních metod účetními jednotkami.
006 – Kurzové rozdíly – Cílem standardu je stanovit základní postupy účtování kursových rozdílů za účelem docílení souladu při používání účetních metod účetními jednotkami.
007 – Inventarizační rozdíly a ztráty v rámci norem přirozených úbytků zásob – Cílem standardu je stanovit základní postupy účtování o inventarizačních rozdílech a ztrátách v rámci norem přirozených úbytků zásob za účelem docílení souladu při používání účetních metod účetními jednotkami.
008 – Operace s cennými papíry a podíly – Cílem standardu je stanovit základní postupy účtování cenných papírů a podílů za účelem docílení souladu při používání účetních metod účetními jednotkami.
009 – Deriváty – Cílem standardu je stanovit základní postupy účtování derivátů za účelem docílení souladu při používání účetních metod účetními jednotkami.
010 – Zvláštní operace s pohledávkami – Cílem standardu je stanovit postup pro účtování o pohledávkách po lhůtě splatnosti za účelem docílení souladu při používání účetních metod účetními jednotkami.
011 – Operace s podnikem – Cílem standardu je stanovit základní postupy při prodeji podniku nebo jeho části, nájmu podniku nebo jeho části a při přeměnách účetních jednotek podle příslušných ustanovení obchodního zákoníku za účelem docílení souladu při používání účetních metod účetními jednotkami.
012 – Změny vlastního kapitálu – Cílem standardu je stanovit základní postupy účtování změn vlastního kapitálu za účelem docílení souladu při používání účetních metod účetními jednotkami.
013 – Dlouhodobý nehmotný a hmotný majetek – Cílem standardu je stanovit základní postupy účtování dlouhodobého nehmotného a hmotného majetku za účelem docílení souladu při používání účetních metod účetními jednotkami.
014 – Dlouhodobý finanční majetek – Cílem standardu je stanovit základní postupy účtování dlouhodobého finančního majetku za účelem docílení souladu při používání účetních metod účetními jednotkami v položkách – dlouhodobý finanční majetek.
015 – Zásoby – Cílem standardu je stanovit základní postupy účtování o zásobách za účelem docílení souladu při používání účetních metod účetními jednotkami v položkách – Zásoby.
016 – Krátkodobý finanční majetek a krátkodobé bankovní úvěry – Cílem standardu je stanovit základní postupy účtování krátkodobého finančního majetku a krátkodobých bankovních úvěrů za účelem docílení souladu při používání účetních metod účetními jednotkami.
017 – Zúčtovací vztahy – Cílem standardu je stanovit základní postupy účtování zúčtovacích vztahů za účelem docílení souladu při používání účetních metod účetními jednotkami v položkách – dlouhodobé pohledávky, krátkodobé pohledávky, časové rozlišení, dohadné účty pasivní, krátkodobé závazky.
018 – Kapitálové účty a dlouhodobé závazky – Cílem standardu je stanovit základní postupy účtování na kapitálových účtech a dlouhodobých závazků za účelem docílení souladu při používání účetních metod účetními jednotkami v položkách – základní kapitál, kapitálové fondy, rezervní fondy, nedělitelný fond a ostatní fondy ze zisku, výsledek hospodaření minulých let, výsledek hospodaření běžného účetního období, dlouhodobé závazky. 
019 – Náklady a výnosy – Cílem standardu je stanovit základní postupy účtování nákladů a výnosů za účelem docílení souladu při používání účetních metod účetními jednotkami.
020 – Konsolidace – Cílem standardu je stanovit základní postupy při konsolidaci účetní závěrky za účelem docílení souladu při používání účetních metod účetními jednotkami.
021 – Vyrovnání, nucené vyrovnání, konkurs a likvidace – Cílem standardu je stanovit postupy v účetnictví při vyrovnání, nuceném vyrovnání, konkursu a likvidaci za účelem docílení souladu při používání účetních metod účetními jednotkami.
022 – Inventarizace majetku a závazků při převodech majetku státu na jiné osoby – Cílem standardu je stanovit postup v účetnictví státního podniku nebo jiné státní organizace, která není organizační složkou státu nebo příspěvkovou organizací, při privatizaci za účelem docílení souladu při používání účetních metod účetními jednotkami.
023 – Přehled o peněžních tocích – Cílem standardu je stanovit základní postupy při sestavování přehledu o peněžních tocích za účelem docílení souladu při používání účetních metod účetními jednotkami.